# Mélitée catalane
Melitaea ignasiti
Espèce
Le Mélitée catalane (Melitaea ignasiti) est une espèce de lépidoptères (papillons) de la famille des Nymphalidae, parfois considérée comme une sous-espèce de Melitaea trivia. 
On la trouve dans le Sud-Ouest de l'Europe.

## Systématique
Ce taxon a été décrit en 1926 par Ignasi de Sagarra, en tant que race catalane de l'espèce Melitaea trivia. Longtemps considéré comme une sous-espèce (donc sous le nom de Melitaea trivia ignasiti), il a été élevé au rang d'espèce en 2014, en raison de ses pièces génitales différentes de celles des Melitaea trivia nominales. Il existe cependant en Italie des individus à pièces génitales intermédiaires, ce qui suggère une hybridation,.

## Description
L'imago de Melitaea ignasiti a le dessus fauve orangé bordé de noir et orné de plusieurs rangées de taches et chevrons noirs. Le revers des ailes postérieures a un fond blanc-crème avec deux bandes transversales orange, et plusieurs rangées de points et tirets noirs.

### Espèces ressemblantes
M. ignasiti ne diffère de Melitaea trivia que par la structure de ses pièces génitales et par sa distribution géographique. Elle ressemble également beaucoup à Melitaea didyma, avec laquelle elle peut cohabiter, mais il existe des différences morphologiques externes : les plus souvent citées sont, au revers de l'aile postérieure, les points submarginaux noirs de forme triangulaire chez ignasiti (rondes chez didyma), et la présence chez ignasiti d'une petite nervure discocellulaire.

## Distribution
L'espèce est présente dans la péninsule Ibérique (Espagne, Portugal et Andorre) et dans le Nord-Est de l’Italie. Elle a été découverte avec certitude en France en 2015, dans les Pyrénées-Orientales. Elle avait auparavant été mentionnée du Var et des Alpes-Maritimes, mais l'origine de ces données est floue.

## Biotopes et phénologie
Dans la péninsule Ibérique, Melitaea ignasiti fréquente les zones ouvertes sèches, principalement entre 500 et 1 500 m d’altitude. Elle y vole en deux générations annuelles, en mai-juin puis en juillet-août.

## Biologie
Les plantes-hôtes des chenilles sont des molènes (Verbascum).